# Mijaíl Chipurin
Mijaíl Alekséyevich Chipurin, más conocido como Mijaíl Chipurin (en ruso: Михаил Алексеевич Чипурин; Moscú, 17 de noviembre de 1980), es un exjugador de balonmano ruso que jugaba de pivote. Fue un componente de la selección de balonmano de Rusia.
Con la selección ganó la medalla de bronce en los Juegos Olímpicos de Atenas 2004.

## Palmarés

### Chejovskie Medvedi
- Liga de Rusia de balonmano (13): 2001, 2002, 2003, 2004, 2005, 2006, 2007, 2008, 2009, 2010, 2011, 2012, 2013
- Copa de Rusia de balonmano (6): 2006, 2009, 2010, 2011, 2012, 2013,

### RK Vardar
- Liga de Macedonia de balonmano (1): 2015
- Liga SEHA (1): 2014
- Copa de Macedonia de balonmano (2): 2014, 2015

## Clubes
- CSKA Moscú (2000-2002)
- Chejovskie Medvedi (2002-2013)
- RK Vardar (2013-2015)
- US Ivry Handball (2015-2017)[2]